# Pust (priimek)
Pust je priimek več znanih Slovencev:

## Izvor
Priimek izvira iz besede pust.

## Znani nosilci priimka
- Anton Pust (*1934), publicist, domoznanec (duhovnik lazarist; župnik v več krajih)
- August B. Pust (*1938), ameriško-slovenski pravnik
- Božidar (Bogomir?) Pust (1901 - 1982?), arhitekt, graditelj?
- Borut Pust (*1938), zdravnik internist-kardiolog in pedagog
- Gorazd Pust (1935 - 2024), arhitekt, prvi predsednk ZAPS?
- Janez Pust (1924 - 1978), strojnik, projektant žičnic, strojev ...
- Sonia Pust, oblikovalka vizualnih komunikacij
- Uroš Pust, arhitekt
- Vida Pust Škrgulja, klasična filologinja
- Viktor Pust (*1937), arhitekt in urbanist, mdr. predsednik ZAPS?